# Olympische Jugend-Sommerspiele 2010/Teilnehmer (Costa Rica)
| Gelbes Symbol für Goldmedaillen mit stilisierten Olympischen Ringen | Graues Symbol für Silbermedaillen mit stilisierten Olympischen Ringen | Braundes Symbol für Bronzemedaillen mit stilisierten Olympischen Ringen |
| ------------------------------------------------------------------- | --------------------------------------------------------------------- | ----------------------------------------------------------------------- |
| 3                                                                   | —                                                                     | 3                                                                       |

Die Jugend-Olympiamannschaft aus Costa Rica für die I. Olympischen Jugend-Sommerspiele vom 14. bis 26. August 2010 in Singapur bestand aus fünf Athleten.

## Athleten nach Sportarten

### Fechten
Jungen
- Julián Godoy
Degen: 13. Platz

### Judo
Mädchen
- Andrea Guillén
Klasse bis 63 kg: 9. Platz

### Leichtathletik
Jungen
- Gerald Drummond
400 m Hürden: 11. Platz

### Schwimmen
Mädchen
- Dayana Castro
50 m Freistil: 39. Platz
100 m Freistil: 45. Platz

### Triathlon
Jungen
- Gabriel Zumbado
28. Platz